# NGC 5671
NGC 5671 је спирална галаксија у сазвежђу Мали медвед која се налази на NGC листи објеката дубоког неба.
Деклинација објекта је + 69° 41' 41" а ректасцензија 14h 27m 42,3s. Привидна величина (магнитуда) објекта NGC 5671 износи 13,4 а фотографска магнитуда 14,2. NGC 5671 је још познат и под ознакама UGC 9297, MCG 12-14-6, CGCG 337-14, IRAS 14268+6955, PGC 51641.